# Tienen
Tienen (franceză Tirlemont) este un oraș din regiunea Flandra, Belgia. 

## Localități înfrățite
- Franța: Lunéville;
- Germania: Soest;
- Țările de Jos: Valkenswaard;
- Elveția: Hergiswil;
- Polonia: Bielsko-Biała;
- Belgia: Huy.